# Fiat Marengo
El Fiat Marengo es un automóvil familiar producido por Fiat entre 1979 y 2001 y homologado por el fabricante automovilístico como furgoneta.

## Nombre
El nombre Marengo recuerda la costumbre de Fiat de bautizar sus vehículos comerciales con monedas (Talento, Penny, Fiorino), una tendencia que continuó a lo largo de los años con el nuevo Fiorino, el Ducato y el Scudo.
Marengo es el nombre que el fabricante italiano Fiat ha dado a las versiones furgoneta de sus vehículos medianos, comenzando con el "Fiat 131 Marengo" en 1979 y continuando con el Regata, el Tempra y el Marea. Las versiones de vehículos comerciales ligeros del Marengo solo tienen dos plazas y han sido equipadas exclusivamente con motores diésel.

## Historia

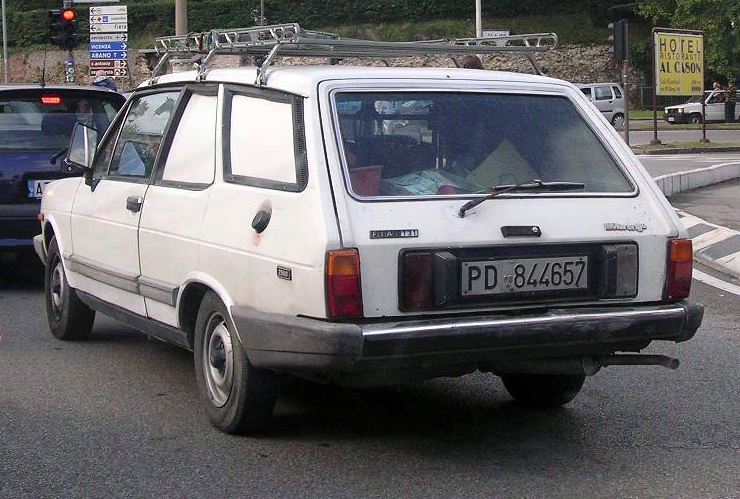
Fiat Marengo de primera generación, como derivado del 131

El primer Fiat Marengo se presentó en 1979. Era simplemente una versión gemela del Fiat 131 Panorama, con la diferencia de que las ventanas traseras se sustituyeron por paneles de chapa metálica, la ausencia de puertas y asientos traseros, lo que permitió un amplio espacio de carga detrás de los asientos delanteros, y la presencia de un mamparo de seguridad que protegía al conductor y al pasajero del desplazamiento de la carga en el maletero. 

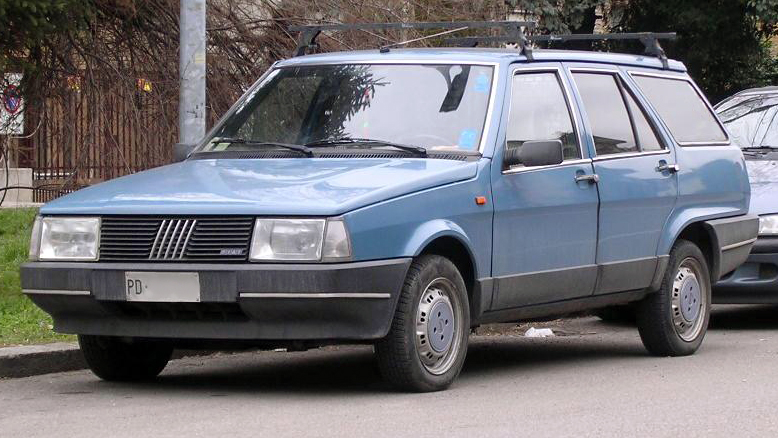
Fiat Marengo de segunda generación, como derivado del Regata

En 1985 se lanzó una segunda serie con la carrocería del Fiat Regata Weekend. A diferencia de la primera serie, la carrocería de la segunda serie conservó las puertas traseras que se abrían (solo desde el exterior) y todo el acristalamiento lateral del Regata Weekend, con solo las ventanas laterales traseras protegidas. Estas características se mantuvieron en todas las series posteriores del Marengo. La nueva serie ofreció una mayor capacidad de carga. Con solo dos asientos, el nuevo Marengo contaba con un divisor entre los asientos delanteros y el maletero. 
En 1990, el Regata fue reemplazado en la lista de precios de Fiat por el Tempra y su versión familiar, denominada Tempra S.W.; la versión comercial de la nueva camioneta mediana del fabricante turinés también se denominó Marengo, marcando la tercera generación del modelo.

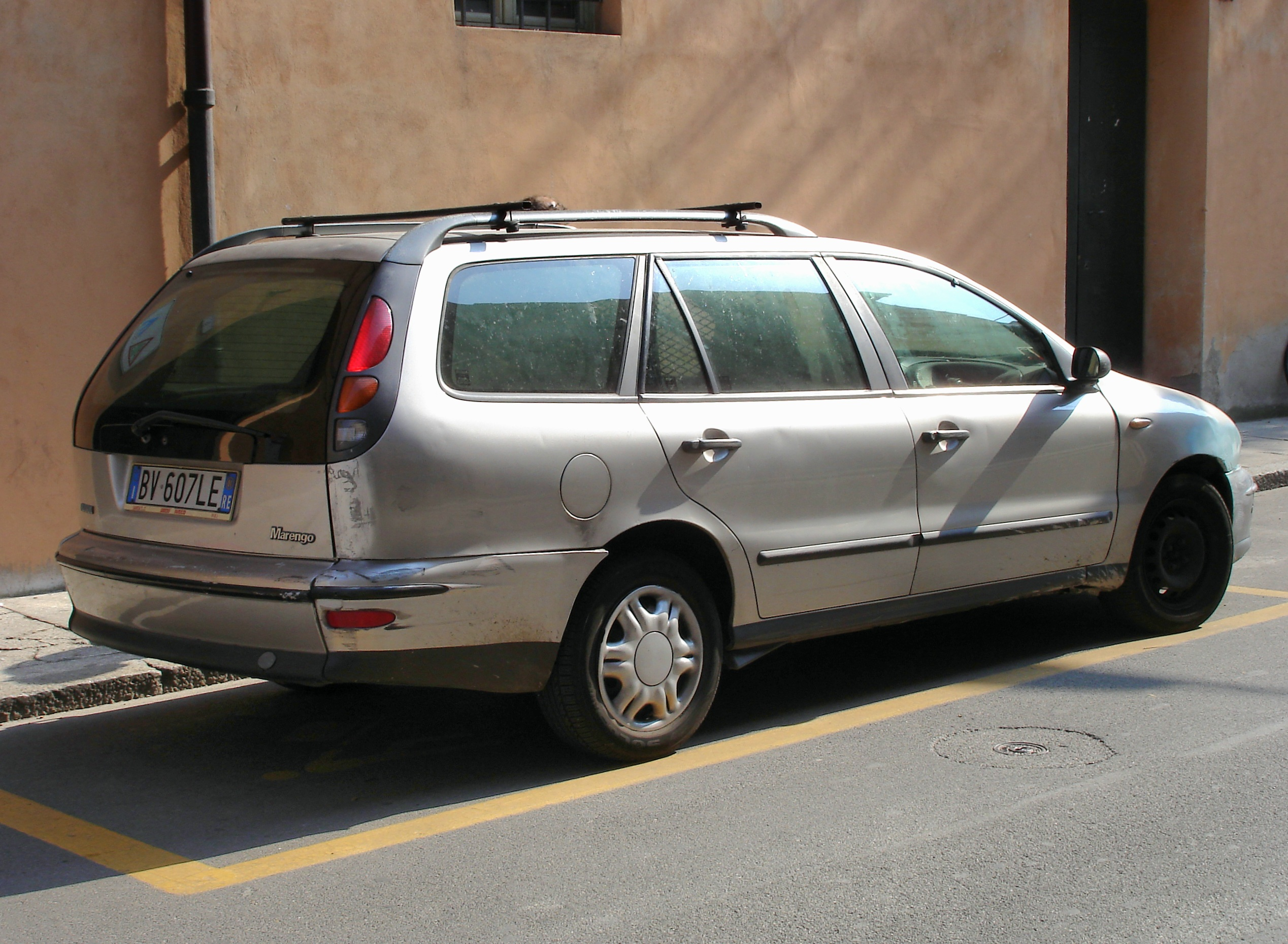
Fiat Marengo de segunda generación, como derivado del Marea

Tras la descontinuación del Tempra S.W., se lanzó el Marea Weekend como su sucesor, y en este caso también se recuperó el nombre Marengo para referirse a la versión furgoneta, definiendo así una cuarta serie del Marengo. Esta nueva versión aumentó aún más el espacio de carga, mientras que otras características notables incluyeron airbags frontales, aire acondicionado y radio con reproductor de casetes.
El Marea dejó de producirse en 2003, reemplazado en 2006 por el Fiat Linea, que, sin embargo, no se vende en Italia y no cuenta con una camioneta ni una versión sin asientos traseros. El sucesor del Marengo puede considerarse el Fiat Stilo Multiwagon Van, versión comercial del familiar Fiat Stilo, sucesor también del Marea Weekend.